# 恩田鉄弥
恩田 鉄弥（おんだ てつや、1864年12月16日（元治元年11月18日） - 1946年（昭和21年）6月10日）は、明治から昭和時代前期の園芸学者。農学者。農商務技師。園芸試験場場長。

## 経歴
大坂出身。駒場農学校を卒業し、1885年（明治18年）農学士の学位を得、福島県に出仕する。ついで福岡県尋常中学校教諭、埼玉県の埼玉県尋常師範学校教諭、岩手県農事講習所（岩手県立盛岡農業高等学校の前身）教師を経て、1892年（明治25年）岩手県技師を拝命する。1895年（明治28年）岩手県農事講習所長となり、1896年（明治29年）農商務農事試験場技師に任じ、1900年（明治33年）農商務技師を兼ね、初代園芸部長を務めた。1921年（大正10年）園芸試験場場長に就任した。のち園芸学会会長や東京農業大学教授を歴任した。